# Ameira exigua
Ameira exigua är en kräftdjursart som beskrevs av T. Scott 1894. Ameira exigua ingår i släktet Ameira och familjen Ameiridae. Inga underarter finns listade i Catalogue of Life.